# Економічний потенціал
Економічний потенціал — це сукупність наявних та придатних до мобілізації основних джерел, засобів конкретної країни, елементів потенціалу цілісної економічної системи, що використовуються і можуть бути використані для економічного зростання й соціально-економічного прогресу.

## Основні параметри
У політекономічному розрізі економічний потенціал — це система відносин економічної власності між людьми у взаємодії з розвитком продуктивних сил та базисними елементами господарського механізму, що виступають основним джерелом розвитку економічної системи, її можливостей.
Структура економічного потенціалу:
— Природний потенціал — це сукупність наявних і тих, що можуть бути мобілізовані, природних ресурсів у поєднанні з природними умовами, які впливають на економічну діяльність та використовуються чи можуть бути використані у процесі виробництва економічних благ. У політекономічному аспекті природний потенціал можна визначити як відносини економічної власності між людьми з приводу видобування і привласнення природних ресурсів та їх використання в поєднанні з природними умовами в усіх сферах суспільного відтворення. Він забезпечується географічним розміщенням, кліматом, природними ресурсами та екологічною ситуацією.
— Трудовий потенціал — це кількість та якість наявних трудових ресурсів з урахуванням можливості їх збільшення при поточному рівні розвитку науки і техніки. У політекономічному аспекті цю категорію можна визначити як систему виробничих відносин між окремими індивідами, трудовими колективами, соціальними верствами і державою з приводу відтворення і використання працездатного населення країни. Він характеризується кількісною і якісною сторонами. Тенденції динаміки народонаселення визначають чисельність трудових ресурсів, його склад, розмір зайнятості, що, в свою чергу, має вплив на сукупний попит і пропозицію, споживання і, в кінцевому підсумку, на економічне зростання.
— Науковий потенціал — це сукупна можливість національної економічної системи генерувати необхідні знання, що втілюється в кількісних і якісних характеристиках винаходів та нововведень і визначається чисельністю та професійністю вчених, зайнятих у різних сферах науки. У політекономічному аспекті науковий потенціал — це відносини економічної власності між різними суб'єктами господарювання з приводу отримання, використання та привласнення наявних результатів наукових досліджень (та тих, що можуть бути мобілізовані) для реалізації основних цілей держави у сфері науки. Результатом наукової діяльності виступають нові знання (винаходи) та удосконалені методи використання вже існуючих знань (нововведення).
— Технічний потенціал (потенціал засобів праці) можна визначити як сукупність можливих та перспективних технічних засобів, що використовуються чи можуть бути використані у НДДКР та виробництві і спрямовані на підвищення продуктивності суспільної праці. В політекономічному аспекті технічний потенціал — це відносини економічної власності між різними суб'єктами господарювання з приводу створення і використання системи технічних засобів та привласнення отриманих при цьому результатів у різних сферах суспільного відтворення.
— Технологічний потенціал — це сукупність методів залучення засобів праці у виробництво для перетворення предметів праці на продукцію для кінцевого споживача чи для наступного залучення що визначається рівнем соціально-економічного розвитку. У політекономічному аспекті — це відносини економічної власності між різними суб'єктами господарювання з приводу використання різних способів залучення засобів праці у процес виробництва з метою перетворення предметів праці відповідно до потреб суспільства та привласнення отриманих при цьому результатів у різних сферах суспільного відтворення.
— Інформаційний потенціал — наявні та такі, що можуть бути мобілізовані обсяги інформаційних ресурсів, інформаційної техніки і технологій для створення власних і збирання, накопичення, обробки й використання різноманітних форм інформації для задоволення відповідних потреб суспільства. У політекономічному аспекті інформаційний потенціал — це відносини економічної власності між різними економічними суб'єктами з приводу створення власних, збирання, накопичення, обробки та використання різноманітних видів і форм інформації для задоволення потреб окремого індивіда, трудового колективу і суспільства.
— Економічний потенціал техніко-економічних відносин — це сукупність відносин економічної власності, що функціонують і розвиваються у процесі розвитку спеціалізації, кооперації, комбінування виробництва, його концентрації тощо. Цей потенціал характеризується насамперед ступенем розвитку суспільного поділу праці, здатністю відносин спеціалізації, кооперування та ін. підвищувати ефективність суспільного виробництва.
— Економічний потенціал організаційно-економічних відносин — це сукупність відносин економічної власності, що функціонують і еволюціонують у процесі розвитку форм та методів менеджменту, маркетингу, обміну досвідом та ін. Цей потенціал визначається розвиненістю використовуваних форм та методів господарювання.
— Економічний потенціал відносин економічної власності характеризується плюралізмом і розвиненістю існуючих типів та форм власності, характером і рівнем розвитку продуктивних сил, економічною політикою держави та іншими чинниками.
— Економічний потенціал господарського механізму визначається потенціалом системи основних форм, методів і важелів використання економічних законів (найважливіша функція господарського механізму), розв'язання існуючих соціально-економічних суперечностей, реалізації відносин власності, розвитку людини і її потреб та забезпечення узгодження функціонування всіх елементів економічної системи в усіх сферах суспільного відтворення.